# Липинська сільська рада (Луцький район)
| ПІБ                   | Основні відомості                                                 | Дата обрання  | Дата звільнення |
| --------------------- | ----------------------------------------------------------------- | ------------- | --------------- |
| Гусак Богдан Петрович | Сільський голова, 1957 року народження, освіта, безпартійний      | березень 1990 | березень 1994   |
| Гусак Богдан Петрович | Сільський голова, 1957 року народження, освіта, безпартійний      | березень 1994 | 29.03.1998      |
| Гусак Богдан Петрович | Сільський голова, 1957 року народження, освіта, безпартійний      | 29.03.1998    | 31.03.2002      |
| Гусак Богдан Петрович | Сільський голова, 1957 року народження, освіта, безпартійний      | 31.03.2002    | 26.03.2006      |
| Гусак Богдан Петрович | Сільський голова, 1957 року народження, освіта, безпартійний      | 26.03.2006    | 31.10.2010      |
| Гусак Богдан Петрович | Сільський голова, 1957 року народження, освіта вища, безпартійний | 31.10.2010    | 23.12.2018      |
| Гусак Богдан Петрович | Сільський голова, 1957 року народження, освіта вища, безпартійний | 23.12.2018    |                 |

| Мова       | Відсоток |
| ---------- | -------- |
| українська | 97,94 %  |
| російська  | 1,71 %   |
| білоруська | 0,21 %   |
| болгарська | 0,03 %   |
| румунська  | 0,03 %   |

| {{{alt}}} | Це незавершена стаття про Волинську область. Ви можете допомогти проєкту, виправивши або дописавши її. |